# Лущик, Леонид Николаевич
Леонид Николаевич Лу́щик (10 мая 1954) — советский и белорусский каратист и тренер по каратэ (стиль Сито-рю, VII дан). Мастер спорта СССР (1982), заслуженный тренер Республики Беларусь (1993). Один из ветеранов белорусского каратэ, начав заниматься ещё в конце 1970-х. С конца 1970-х годов также работает тренером по каратэ. В период запрета на каратэ в СССР (1983—1988) преподавал под видом рукопашного боя в ФСО «Динамо».
Серебряный призёр первого чемпионата СССР по каратэ (1981), уступил в финале Джамалутдину Асхабову. Победитель международного турнира на Кубе (1983), где ему удалось завоевать единственную золотую медаль для делегации СССР. Первым в Белоруссии удостоен чёрного пояса, 1-й дан, ещё в 1983 году.
Около десяти лет сборная команда БФТК по кумитэ под руководством Лущика выступала по правилам традиционного каратэ (ITKF).
Заместитель председателя Белорусской федерации традиционного каратэ, преподаватель БГУ.
7 июня 2010 года в г. Минске было зарегистрировано молодежное общественное объединение "Спортивный клуб каратэ «Адамант» под руководством Лущика.